# Les Grands Espaces
Pour plus de détails, voir Fiche technique et Distribution.

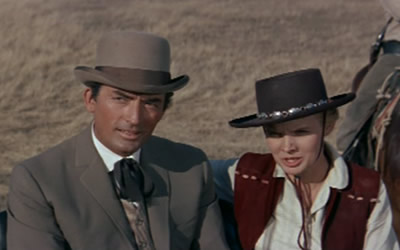
Gregory Peck et Carroll Baker

Les Grands Espaces (The Big Country) est un western américain réalisé par William Wyler, sorti en 1958.

## Synopsis
Le capitaine James McKay a quitté la marine, désireux de s'installer dans l'Ouest pour y rejoindre sa fiancée Pat Terrill rencontrée sur la côte Est. Très vite, il est confronté à des mœurs et des valeurs viriles qui ne sont pas les siennes. Il constate que sa réserve déçoit sa fiancée totalement sous l'emprise de son père, un grand propriétaire dominateur et violent. Il est aussi mal accueilli par Steve Leech, le contremaître du ranch Terrill, secrètement amoureux de la jeune femme. Il se retrouve mêlé à un grave conflit opposant le père de sa fiancée à Rufus Hannassey, un voisin plutôt rustre, chacun espérant éliminer l'autre en obtenant la terre de la belle institutrice Julie Maragon où se trouve le principal point d'eau de la région.

## Fiche technique
- Titre : Les Grands Espaces
- Titre original : The Big Country
- Réalisation : William Wyler
- Scénario : James R. Webb, Sy Bartlett et Robert Wilder, adapté par Jessamyn West et Robert Wyler, d'après le roman The Big Country de Donald Hamilton
- Musique : Jerome Moross
- Photographie : Franz F. Planer
- Direction artistique : Frank Hotaling
- Décors : Edward G. Boyle
- Costumes : Emile Santiago et Yvonne Wood
- Réalisateurs seconde équipe : John Waters et Robert Swink
- Montage : Robert Belcher, John Faure et Robert Swink
- Conception du générique et de l'affiche : Saul Bass
- Production : William Wyler et Gregory Peck
- Société de production : United Artists, Anthony Productions et Worldwide Productions
- Pays d'origine :  États-Unis
- Langue originale : anglais
- Format : 35 mm Technirama - 2,35:1 - Couleur par Technicolor - Son : mono
- Durée : 165 minutes
- Dates de sortie : 
  - avril 1958
  - France : 3 avril 1959
- Affiche : Saul Bass (États-Unis)

## Distribution
- Gregory Peck  (V.F : Jacques Harden) : James McKay
- Jean Simmons  (V.F : Michele Bardollet) : Julie Maragon
- Carroll Baker  (V.F : Janine Freson) : Patricia Terrill
- Charlton Heston  (V.F : Claude Bertrand) : Steve Leech
- Burl Ives  (V.F : Pierre Morin) : Rufus Hannassey
- Charles Bickford  (V.F : Paul Bonifas) : Major Henry Terrill
- Alfonso Bedoya  (V.F : Fernand Rauzena) : Ramón Gutierrez
- Chuck Connors  (V.F : Raymond Loyer) : Buck Hannassey
- Chuck Hayward  (V.F : Jacques Thebault) : Rafe Hannassey
- Buff Brady : Dude Hannassey
- Jim Burk : Blackie/Cracker Hannassey
- Dorothy Adams
- Chuck Roberson
- Bob Morgan
- John Mac Kee
- Jay Slim Talbot